# Paul Scott
Paul Mark Scott (ur. 25 marca 1920 w Southgate, koło Londynu, zm. 1 marca 1978 w Londynie) – pisarz, poeta i dramaturg brytyjski, znany ze swoich powieści na temat kolonialnych Indii.

## Życiorys
Urodził się jako młodszy z dwojga synów. Uczył się w prywatnej szkole Winchmore Hill Collegiate School, ale mając 14 lat z powodu kłopotów finansowych w rodzinie musiał przerwać naukę. Pracując jako urzędnik wieczorowo uczył się buchalterii. W 1940 r. powołany do armii. W 1941 r. spotkał i poślubił w Torquay Penny. W 1943 r. posłano go jako oficera armii brytyjskiej do Indii. Wojnę zakończył w stopniu kapitana walcząc o Birmę. Po zwolnieniu z armii w 1946 r. zatrudniony w małych wydawnictwach. Jego dwie córki
(Carol i Sally) urodziły się w latach 1947 i 1948.
Indie, które poznał jako żołnierz, stały się miłością jego życia i głównym tematem pisanych książek. Wrócił do nich w 1964 r. pisząc Kwartet, cykl czterech powieści o Indiach połączonych osobami głównych bohaterów: wychowanego w Anglii Indusa Hari Kumara, Angielki Daphne Manners i inspektora policji Ronalda Merricka w fikcyjnym mieście indyjskim Mayapore. Podczas pisania tych powieści odwiedził Indie jeszcze dwukrotnie.
Dorabiał publikując artykuły w „The Times”, „The Times Literary Supplement”, „New Statesman” i „Country Life”.
Zmarł na raka kilka miesięcy po otrzymaniu Nagrody Bookera za powieść Ci, co pozostali, której to nagrody z powodu choroby nie mógł już odebrać osobiście.

## Twórczość
- Johnny Sahib (1952, debiut)
- Rajskie ptaki (Birds of Paradise 1962, wyd. pol. Państwowy Instytut Wydawniczy 1992 w serii Klub Interesującej Książki, tł. Janina Kaczmarewicz)
- The Bender (1963)
- The Corrida at San Feliu (1964)
- Ci, co pozostali (Staying On 1977, wyd. pol. PIW 1992 w serii KIK, tł. Piotr Paszkiewicz i Magda Iwińska)

### Kwartet Angloindyjski(Raj Quartet)
- Klejnot Korony (The Jewel in the Crown 1966, wyd. pol. PIW 1988 w serii KIK, tł. Zofia Kierszys)
- Dzień skorpiona (The Day of the Scorpion 1968, wyd. pol. PIW 1988 w serii KIK, tł. Jerzy Schwakopf)
- Wieże milczenia (The Towers of Silence 1971, wyd. pol. PIW 1988 w serii KIK, tł. Krystyna Szerer)
- Podział łupów (A Division of the Spoils 1974, wyd. pol. PIW 1988 w serii KIK, tł. Krystyna Szerer)

## Adaptacje
W 1984 r. Granada Television wyprodukowała dla sieci ITV 14-odcinkowy serial The Jewel in the Crown. Występowali m.in.: Art Malik, Charles Dance, Peggy Ashcroft, Tim Pigott-Smith, Geraldine James, Judy Parfitt. Serial cieszył się dużym powodzeniem i zdobył liczne nagrody. W Polsce emitowano go pod tytułem Klejnot w koronie.